# Ходабергенов, Рзабай Жолдинович
Рзабай Жолдинович Ходабергенов (род. 9.5.1929, село Алпайсай, Актюбинская область) — ветеран труда, депутат Верховного Совета Казахской ССР (1967—1985), лауреат Государственной премии СССР (1971), заслуженный изобретатель Казахской ССР (1978).
Окончил факультет имени М. И. Калинина Московского института цветных металлов и золота (1952). Трудовую деятельность начал в Чимкенте на свинцовом заводе. В 1952—1964 гг. работал бригадиром, начальником смены, цеха, завода и главным металлургом. В 1964 г. начальник по деятельности технического управления Совета народного хозяйства Южно-Казахстанской области. Главный инженер Чимкентского свинцового завода в 1965—1970 гг., в 1970—1985 гг. был директором этого завода.
С 1989 года — пенсионер.